# Шурер, Рональд Джозеф
Рональд Джозеф Шурер-второй (англ. Ronald Joseph Shurer II; 7 декабря 1978 – 14 мая 2020) – штаб-сержант Сил специальных операций США и медик. В ходе сражения за долину Шок в апреле 2008 года отряд старшего сержанта-медика Шурера был атакован вражеским отрядом численностью более чем в 200 человек. Шурер полтора часа вёл бой, чтобы прорваться к своему отряду, по пути он убил нескольких повстанцев. За этот бой Шурер первоначально был награждён медалью «Серебряная звезда». В 2016 году Пентагон представил его к медали Почёта, вместо Серебряной звезды, которая была вручена на церемонии в Белом доме 1 октября 2018 года.

## Биография
Шурер родился 7 декабря 2018 года в г. Фэрбанкс, штат Аляска. Оба его родителя служили в ВВС США. Большую часть детства он провёл в г. Такома, штат Вашингтон, там его отец проходил службу на базе ВВС Маккорд. В 1997 году Шурер окончил хай-скул Роджерс в г. Пьюа́ллуп, штат Вашингтон а затем в 2001 году университет штата Вашингтон получив степень бакалавра по управлению бизнесом. По окончании вуза Шурер планировал вступить в корпус морской пехоты США и был принят в школу кандидатов в офицеры но позже получил отказ, поскольку у него нашли панкреатит, развившийся после травмы, полученной при катании на велосипеде. Поэтому Шурер вместо военной службы ещё на год продолжил учёбу, добиваясь степени магистра. В сентябре 2002 года он вступил в ряды армии США из г. Спокан, штат Вашингтон.
Шурер обучился на армейского медика и позже прошёл подготовку на медика Сил специальных операций. Подготовка включала в себя интернатуру в отделении неотложной помощи и прохождение национальной программы обучения парамедиков. 1 декабря 2006 года Шурер был произведён из сержантов в штаб-сержанты. Он служил в составе 3-й группы сил специальных операций. С ноября 2007 года по май 2008 года он проходил службу в Афганистане в составе Объединённой оперативной группы специальных операций  в ходе операции «Несокрушимая свобода».
6 апреля 2008 года его отряд участвовал в совместном с афганскими силами рейде с целью ликвидации или захвата Гульбеддина Хекматяра, лидера исламской партии Афганистана, в долине Шок, провинции Нуристан.
Во время марша через долину отряд попал под вражеский снайперский, пулемётный и ракетный обстрел. Отряд потерял нескольких человек и оказался прижатым к склону. Шурер пробежал под вражеским обстрелом чтобы оказать помощь солдату, раненому в горло осколками гранаты РПГ. В течение следующего часа он, чтобы оказать помощь другим раненым, продолжал подниматься на гору, отстреливаясь от противника и убив при этом нескольких повстанцев. Ему удалось оказать помощь четырём раненым, стабилизировав их состояние, противник продолжал его обстреливать, Шурер получил попадание в каску и был ранен в руку. Шурер оказал помощь солдату, потерявшему ногу и в течение нескольких часов продолжил оказывать помощь раненым и отстреливаться от противника. Шурер помогал спускать раненых с горы, где их ждал медицинский вертолёт, несколько раз он прикрывал своим телом [товарищей] от обломков камней, скатывающихся со скал в ходе перестрелки.
В книге No Way Out: A Story of Valor in the Mountains of Afghanistan целая глава посвящена подвигу Шурера.

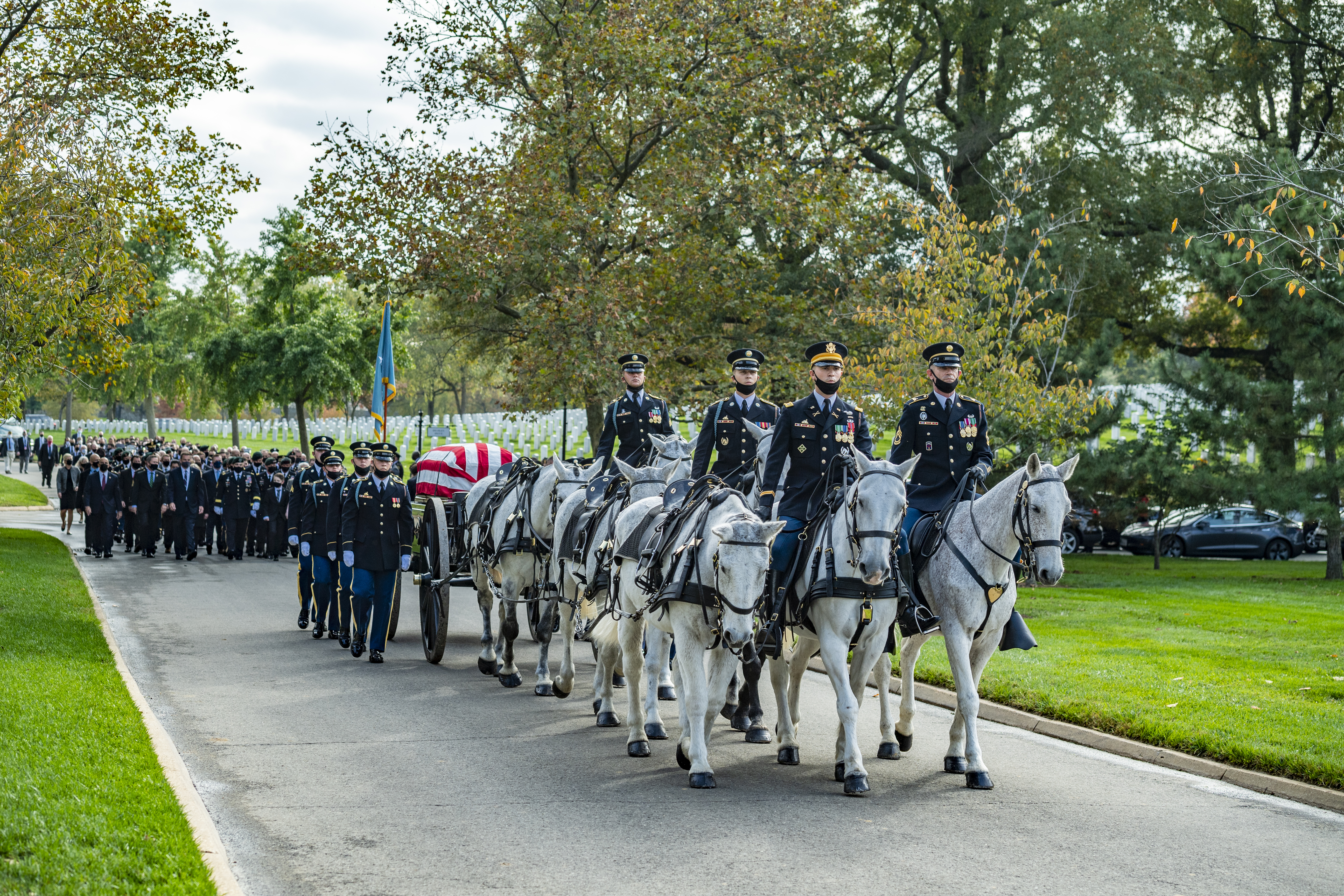
Похороны Шурера на Арлингтонском национальном кладбище 27 октября 2020 года.

Шурер с почётом ушёл в отставку в мае 2009 года и стал специальным агентом в отделении Секретной службы в Финиксе. Позднее его кандидатура была отобрана для штурмового отряда (Counter Assault Team), он был направлен в отдел специальных операций в Вашингтоне. Шурер проживал в г. Бурке, штат Виргиния с женой и двумя сыновьями. В 2017 году у Шурера был обнаружен рак лёгких уже в 4-й стадии, от которого он умер 14 мая 2020 года в возрасте 41 года и был похоронен на Арлингтонском национальном кладбище 27 октября 2020 года.

## Награды
|  |  |  |
|  |  |  |
|  |  |  |
|  |  |  |
|  |  |  |
|  |  |  |

| Badge   | Значок боевого пехотинца                                  | Значок боевого пехотинца                                  | Значок боевого пехотинца                                  | Значок боевого пехотинца                                  | Значок боевого пехотинца                                                               | Значок боевого пехотинца                                                               | Значок боевого пехотинца                                                               | Значок боевого пехотинца                                                               | Значок боевого пехотинца                                 | Значок боевого пехотинца                                 | Значок боевого пехотинца                                 | Значок боевого пехотинца                                 |
| 1st row | Медаль Почёта (вместо медали Серебряная звезда)           | Медаль Почёта (вместо медали Серебряная звезда)           | Медаль Почёта (вместо медали Серебряная звезда)           | Медаль Почёта (вместо медали Серебряная звезда)           | Бронзовая звезда                                                                       | Бронзовая звезда                                                                       | Бронзовая звезда                                                                       | Бронзовая звезда                                                                       | Пурпурное сердце                                         | Пурпурное сердце                                         | Пурпурное сердце                                         | Пурпурное сердце                                         |
| 2nd row | Похвальная медаль (армия)                                 | Похвальная медаль (армия)                                 | Похвальная медаль (армия)                                 | Похвальная медаль (армия)                                 | Медаль «За безупречную службу» (армия) с бронзовой пряжкой и 2 петлями (2 награждения) | Медаль «За безупречную службу» (армия) с бронзовой пряжкой и 2 петлями (2 награждения) | Медаль «За безупречную службу» (армия) с бронзовой пряжкой и 2 петлями (2 награждения) | Медаль «За безупречную службу» (армия) с бронзовой пряжкой и 2 петлями (2 награждения) | Медаль «За службу национальной обороне»                  | Медаль «За службу национальной обороне»                  | Медаль «За службу национальной обороне»                  | Медаль «За службу национальной обороне»                  |
| 3rd row | Медаль «За кампанию в Афганистане» с 2 звёздами за службу | Медаль «За кампанию в Афганистане» с 2 звёздами за службу | Медаль «За кампанию в Афганистане» с 2 звёздами за службу | Медаль «За кампанию в Афганистане» с 2 звёздами за службу | Медаль «За участие в глобальной войне с терроризмом»                                   | Медаль «За участие в глобальной войне с терроризмом»                                   | Медаль «За участие в глобальной войне с терроризмом»                                   | Медаль «За участие в глобальной войне с терроризмом»                                   | NCO Professional Development Ribbon with award numeral 2 | NCO Professional Development Ribbon with award numeral 2 | NCO Professional Development Ribbon with award numeral 2 | NCO Professional Development Ribbon with award numeral 2 |
| 4th row | Army Service Ribbon                                       | Army Service Ribbon                                       | Army Service Ribbon                                       | Army Service Ribbon                                       | Overseas Service Ribbon                                                                | Overseas Service Ribbon                                                                | Overseas Service Ribbon                                                                | Overseas Service Ribbon                                                                | Медаль НАТО за бывшую Югославию                          | Медаль НАТО за бывшую Югославию                          | Медаль НАТО за бывшую Югославию                          | Медаль НАТО за бывшую Югославию                          |
| Badges  | Special Forces Tab                                        | Special Forces Tab                                        | Special Forces Tab                                        | Special Forces Tab                                        | Basic Parachutist Badge with 3rd Special Forces Group background trimming              | Basic Parachutist Badge with 3rd Special Forces Group background trimming              | Basic Parachutist Badge with 3rd Special Forces Group background trimming              | Basic Parachutist Badge with 3rd Special Forces Group background trimming              | Expert Marksmanship Badge with rifle component bar       | Expert Marksmanship Badge with rifle component bar       | Expert Marksmanship Badge with rifle component bar       | Expert Marksmanship Badge with rifle component bar       |

|  | United States Army Special Forces Combat Service Identification Badge |
|  | United States Army Special Forces Distinctive Unit Insignia           |
|  | Похвальная благодарность армейской воинской части                     |
|  | 2 Service stripes                                                     |
|  | 2 Overseas Service Bars                                               |

### Наградная запись к медали Почёта
Первоначально Шурер был награждён медалью «Серебряная звезда» за свою роль в операции. В 2016 году Пентагон провёл пересмотр награждений после терактов 11 сентября. В результате награда Шурера была изменена на медаль Почёта. 1 октября 2018 года президент США Дональд Трамп вручил награду Шуреру на церемонии в Белом доме.  

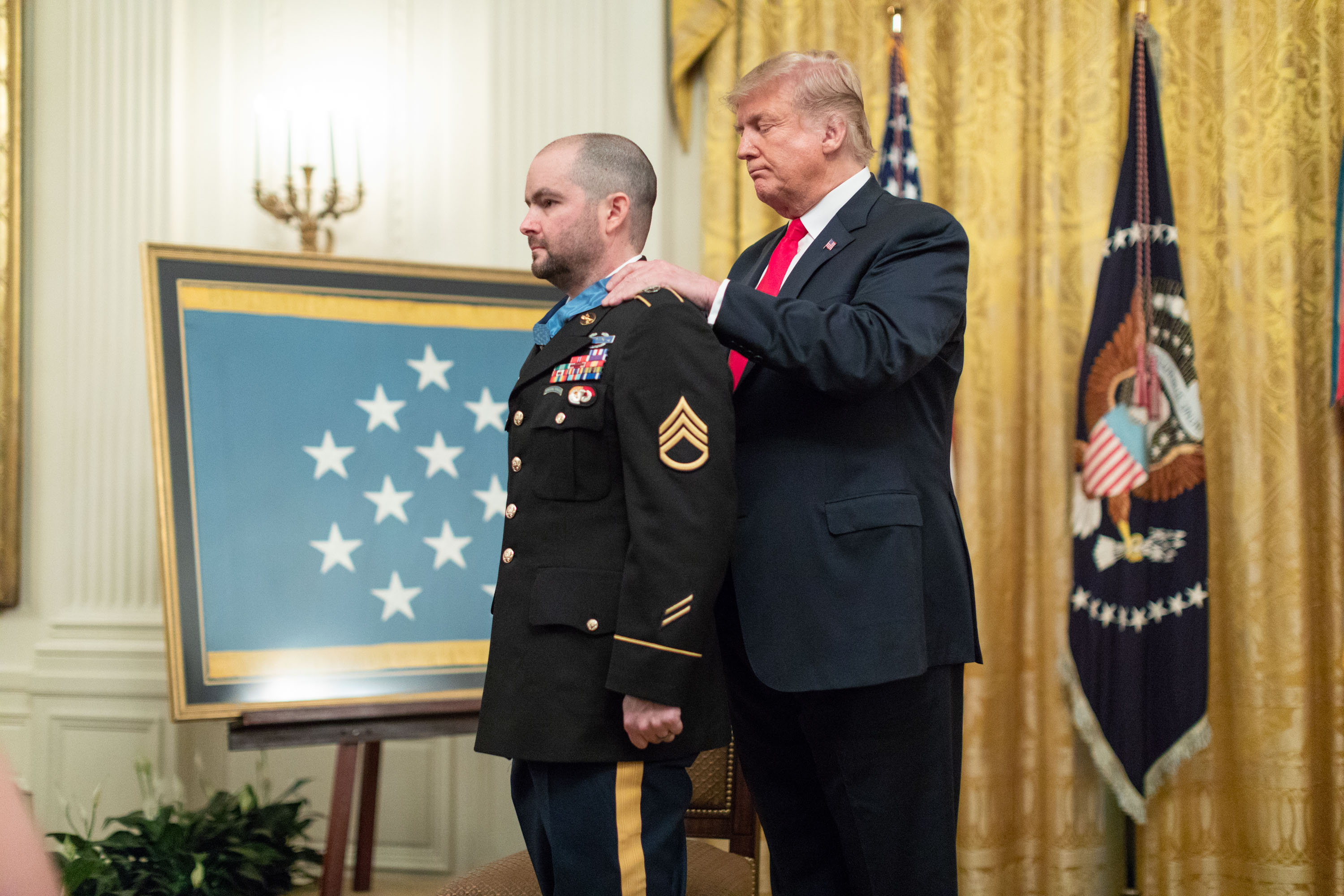
Президент Трамп вручает медаль Почёта Шуреру, октябрь 2018 года

Президент Соединённых штатов Америки уполномоченный актом Конгресса от 3 марта 1863 года от имени Конгресса награждает медалью Почёта
ШТАБ-СЕРЖАНТА РОНАЛЬДА Дж.ШУРЕРА-ВТОРОГО АРМИЯ США
За выдающуюся службу и отвагу, проявленные с риском для жизни при выполнении долга службы и за его пределами.
Штаб-сержант Рональд Дж. Шурер II отличился храбрыми и отважными действиями, выходящими за рамки служебного долга 6 апреля 2008 года в ходе службы старшим сержантом-медиком в оперативном отряде спецназа Альфа 3336, оперативной группы сил специальных операций №33, участвуя в операции «Несокрушимая свобода». Штаб-сержант Шурер входил в состав штурмового подразделения, доставленного вертолётом в точку в Афганистане. Когда штурмовой отряд поднимался вверх почти по вертикальному склону горы к своей цели, он подвергся ожесточённому вражескому пулеметному, снайперскому и гранатомётному обстрелу. Авангард отряда, где находился командир потерял несколько человек и оказался прижатым к склону горы.
Штаб-сержант Шурер и остальная часть замыкающей части штурмового отряда также попали под вражеский пулеметный, снайперский и гранатомётный обстрел. По мере усиления атаки штаб-сержант Шурер под вражеским обстрелом, добрался до раненого солдата и обработал его раны. Стабилизировав раненого солдата, штаб-сержант Шурер узнал о потерях среди передового отряда. Штаб-сержант Шурер пробился вверх по склону горы под интенсивным огнем противника к месту расположения передового отряда. Добравшись до авангарда, он оказал медицинскую помощь и стабилизировал состояние еще двух солдат. Завершая спасательные действия, штаб-сержант Шурер заметил еще двоих тяжело раненых солдат находящихся под плотным обстрелом противника. Пуля, ранившая одного из этих солдат, попала в каску штаб-сержанта Шурера. Пренебрегая опасностью для жизни, штаб-сержант Шурер снова преодолел расстояние под вражеским обстрелом, чтобы помочь солдату, получившему тяжёлое ранение в руку. Вскоре после этого штаб-сержант Шурер опять вышел под обстрел, чтобы лказать помощь другому раненом, чья голень, была почти оторвана попаданием крупнокалиберной снайперской пули. Оказав помощь солдату штаб-сержант Шурер приступил к эвакуации раненых, перенося и спуская их вниз по крутому склону горы. В ходе спуска с горы, штаб-сержант Шурер прикрывал своим телом раненых от вражеского огня и камнепадов, вызванных авиаударами, наносимыми на опасно близком расстоянии. Достигнув подножия горы, штаб-сержант Шурер организовал пункт сбора раненых и продолжал оказывать помощь раненым. С прибытием вертолёта медицинской эвакуации штаб-сержант Шурер, снова оказавшийся под огнем противника, помог погрузить раненых в вертолет. Обеспечив безопасность раненых, штаб-сержант Шурер затем восстановил контроль над своим отрядом коммандос и снова вступил в бой. Он продолжал командовать своим отрядом и размещать элементы безопасности, пока не пришло время двигаться к зоне эвакуации где их одидал вертолёт. Действия штаб-сержанта Шурера поддержали лучшие традиции военной службы и принесли великую честь ему самому, Объединенной оперативной группе Сил специальных операций в Афганистане, Центральному командованию Сил специальных операций и армии Соединённых Штатов.
Оригинальный текст (англ.)
The President of the United States of America, authorized by Act of Congress, March 3, 1863, has awarded in the name of Congress the Medal of Honor to
STAFF SERGEANT RONALD J. SHURER II UNITED STATES ARMY
For conspicuous gallantry and intrepidity at the risk of his life above and beyond the call of duty:
Staff Sergeant Ronald J. Shurer II distinguished himself by acts of gallantry and intrepidity above and beyond the call of duty on April 6, 2008, while serving as a Senior Medical Sergeant, Special Forces Operational Detachment Alpha 3336, Special Operations Task Force-33, in support of Operation Enduring Freedom. Staff Sergeant Shurer was part of an assault element inserted by helicopter into a location in Afghanistan. As the assault element moved up a near vertical mountain toward its objective, it was engaged by fierce enemy machine gun, sniper, and rocket-propelled grenade fire. The lead portion of the assault element, which included the ground commander, sustained several casualties and became pinned down on the mountainside. Staff Sergeant Shurer and the rest of the trailing portion of the assault element were likewise engaged by enemy machine gun, sniper, and rocket-propelled grenade fire. As the attack intensified, Staff Sergeant Shurer braved enemy fire to move to an injured Soldier and treat his wounds. Having stabilized the injured Soldier, Staff Sergeant Shurer then learned of the casualties among the lead element. Staff Sergeant Shurer fought his way up the mountainside, under intense enemy fire, to the lead element’s location. Upon reaching the lead element, he treated and stabilized two more Soldiers. Finishing those lifesaving efforts, Staff Sergeant Shurer noticed two additional severely wounded Soldiers under intense enemy fire. The bullet that had wounded one of these Soldiers had also impacted Staff Sergeant Shurer’s helmet. With complete disregard for his own life, Staff Sergeant Shurer again moved through enemy fire to treat and stabilize one Soldier’s severely wounded arm. Shortly thereafter, Staff Sergeant Shurer continued to brave withering enemy fire to get to the other Soldier’s location in order to treat his lower leg, which had been almost completely severed by a high-caliber sniper round. After treating the Soldier, Staff Sergeant Shurer began to evacuate the wounded; carrying and lowering them down the sheer mountainside. While moving down the mountain, Staff Sergeant Shurer used his own body to shield the wounded from enemy fire and debris caused by danger-close air strikes. Reaching the base of the mountain, Staff Sergeant Shurer set up a casualty collection point and continued to treat the wounded. With the arrival of the medical evacuation helicopter, Staff Sergeant Shurer, again under enemy fire, helped load the wounded into the helicopter. Having ensured the safety of the wounded, Staff Sergeant Shurer then regained control of his commando squad and rejoined the fight. He continued to lead his troops and emplace security elements until it was time to move to the evacuation landing zone for the helicopter. Staff Sergeant Shurer’s actions are in keeping with the finest traditions of military service and reflect great credit upon himself, Combined Joint Special Operations Task Force-Afghanistan, Special Operations Command Central, and the United States Army.